# Dienstonderscheiding IIe Klasse voor 12 Dienstjaren van Onderofficieren
De Dienstonderscheiding IIe Klasse voor 12 Dienstjaren van Onderofficieren (Duits: Dienstauszeichnung IIer Klasse für 12 Dienstjahre der Unteroffiziere) was een onderscheiding van het koninkrijk Saksen en werd tussen 1913 en 1918 uitgereikt bij jubilea van onderofficieren. Voor 15 dienstjaren ontving men een kruis. Voor 12 of 9 dienstjaren werd een medaille uitgereikt. 
Van deze medaille zijn alleen bronskleurige koperen uitvoeringen bekend. De medaille droeg aan de voorzijde het gekroonde en verstrengelde monogram "FAR". Op de keerzijde staat het Romeins getal "XII". Dienstonderscheidingen werden uitgereikt voor lange en trouwe dienst waarbij oorlogsjaren dubbel telden. 
De onderscheiding werd in 1913 door koning Friedrich August II van Saksen ingesteld ter vervanging van de eerder uitgereikte zilveren Dienstonderscheiding IIe Klasse voor 15 Dienstjaren van Officieren en Manschappen die tussen 1873 en 1913 werd uitgereikt.
De rangorde en het metaal van de medailles die in 1913 in Saksen werden ingesteld week af van de norm. In de meeste landen ontving men voor 30 jaar dienst goud, voor 20 jaar dienst zilver en voor 10 jaar dienst brons. In Saksen was de volgorde in de jaren 1913 - 1918 als volgt: Een verguld koperen kruis voor 15 jaar, een bronskleurige koperen medaille voor 12 jaar en een zilverkleurige medaille voor 9 jaar dienst.   
Men droeg de medaille aan een lint op de linkerborst.